# NGC 5547
NGC 5547 (другие обозначения — UGC 9095, ZWG 353.31, NPM1G +78.0073, IRAS14101+7850, PGC 50543) — галактика в созвездии Малая Медведица.
Этот объект входит в число перечисленных в оригинальной редакции «Нового общего каталога».